# Felbehandling
Felbehandling är en försumlig eller felaktig behandling som resulterar i förlust, skador (vårdskada) eller personskador.

## I Sverige
Socialstyrelsen har för några år sedan gjort en studie som visar att 105 000 personer vårdskadas varje år, dessutom skadas 3 000 så pass allvarligt att det leder till döden. 2022 var siffran 100 000.